# Государственная академия кризисного управления
Государственная академия кризисного управления МЧС РА (арм. ՀՀ ԱԻՆ Ճգնաժամային կառավարման պետական ակադեմիա) — высшее учебное заведение в Ереване, Армения, находящееся в составе Министерства по чрезвычайным ситуациям Армении.

## История
Была создана в 1992 году решением правительства Армении № 74 как Институт переподготовки кадров. В 1999 году решением правительства Армения № 224 переименована в Институт кризисного управления. В 2005 году решением правительства Армении № 1055-Н переименована в Государственную академию кризисного управления.

## Описание
Готовит специалистов в следующих областях: кризисное управление, спасательное дело, гражданская защита, противопожарная защита, защита в чрезвычайных ситуациях, эксплуатация и обслуживание транспортной и специальной техники и оборудования пожарных-спасателей.
Включает в себя бакалавриат, магистратуру, аспирантуру, оказывает среднее профессиональное образование, осуществляет переподготовку и проводит дополнительные образовательные и научные программы. Работает очно и заочно.

## Ректоры
- 1992—н. в.: Гамлет Матевосян[арм.][1].